# Charlie Whiting
Pour les articles homonymes, voir Whiting (homonymie).
Charlie Whiting, né 12 août 1952 à Sevenoaks dans le Kent (Angleterre) et mort le 14 mars 2019 à Melbourne (Australie), est une personnalité britannique de la Formule 1 qui cumulait les fonctions de directeur de course, délégué à la sécurité, starter et chef du département technique.
Il gérait également la logistique de chaque Grand Prix de Formule 1, responsable notamment de l'inspection des voitures dans le parc fermé avant chaque course, et chargé d'appliquer les règles de la FIA.

## Biographie
Charlie Whiting débute dans le monde de la compétition automobile en préparant des voitures de tourisme et de rallye près de Brands Hatch avec son frère Nick. Dans les années 1970, les frères préparent des Surtees de Formule 5000 pour le compte de la pilote de course Divina Galica. En 1977, Whiting rejoint Hesketh Racing, puis, à la suite de la disparition de l'équipe, il rejoint l'équipe de Bernie Ecclestone, Brabham, où il reste pour la décennie suivante. Il est ensuite chef-mécanicien lors des succès en championnat du monde des pilotes de Nelson Piquet en 1981 et 1983, puis il est promu ingénieur en chef.
En 1988, il devient délégué technique de la Formule 1 de la FIA, puis il est nommé directeur de course de la FIA et délégué à la sécurité en 1997.
Le 14 mars 2019 au matin, la veille du début de la saison 2019 de Formule 1, il meurt d'une embolie pulmonaire à 66 ans.